# San Diego Wave FC
A San Diego Wave Fútbal Club egy amerikai női labdarúgóklub, amely az NWSL bajnokságában szerepel. A klub székhelye San Diego, hazai mérkőzéseiket megosztva, a Torero és a Snapdragon Stadionban játsszák.

## Története
A National Women's Soccer League 2021. június 8-án megerősítette, hogy a Ronald Burkle tulajdonában lévő franchise a 2022-es szezontól, a korábban tervezett Sacramentói bővítés helyett San Diegóban jön létre. A klub 2021 decemberében bemutatta hivatalos címerét és Jill Ellis elnökségével kezdte meg a felkészülést az idényre. Első lépésként az edzői posztra Casey Stoney érkezett, majd Alex Morgan és Sofia Jakobsson is csatlakozott a játékos állományhoz.

## Játékoskeret
2022. április 30-tól
| #  |     | Poszt | Név               |
| -- | --- | ----- | ----------------- |
| 1  | CAN | K     | Kailen Sheridan   |
| 21 | ENG | K     | Carly Telford     |
| 31 | USA | K     | Melissa Lowder    |
| 2  | USA | V     | Abby Dahlkemper   |
| 4  | USA | V     | Naomi Girma       |
| 5  | AUS | V     | Emily van Egmond  |
| 18 | USA | V     | Kaleigh Riehl     |
| 19 | USA | V     | Tegan McGrady     |
| 20 | USA | V     | Christen Westphal |
| 25 | USA | V     | Kayla Bruster     |
| 26 | USA | V     | Mia Gyau          |
| 29 | USA | V     | Taylor Hansen     |

| #  |     | Poszt | Név              |
| -- | --- | ----- | ---------------- |
| 6  | USA | KP    | Kelsey Turnbow   |
| 14 | USA | KP    | Kristen McNabb   |
| 17 | USA | KP    | Sydney Pulver    |
| 22 | USA | KP    | Taylor Kornieck  |
| 23 | USA | KP    | Belle Briede     |
| 27 | GER | KP    | Marleen Schimmer |
| 7  | USA | CS    | Amirah Ali       |
| 9  | ENG | CS    | Jodie Taylor     |
| 10 | SWE | CS    | Sofia Jakobsson  |
| 13 | USA | CS    | Alex Morgan      |
| 15 | USA | CS    | Makenzy Doniak   |
| 33 | MEX | CS    | Katie Johnson    |

## Stadion

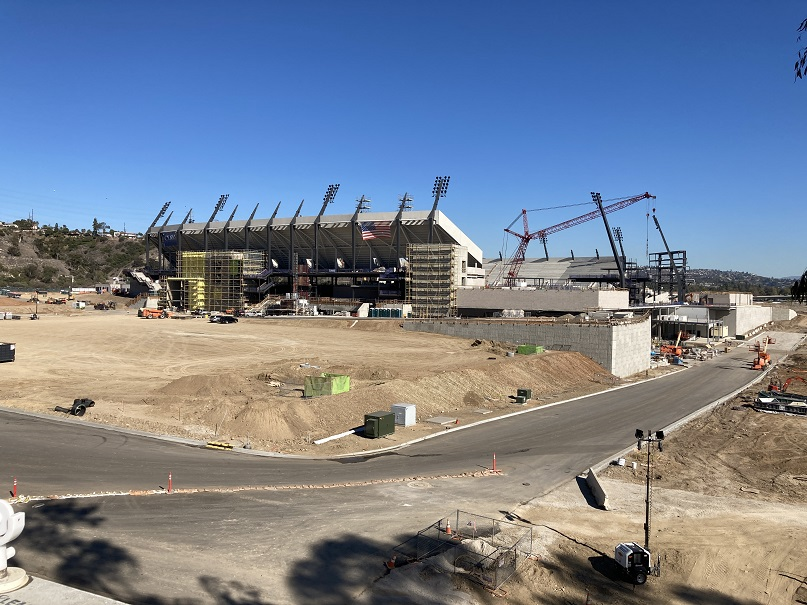
A Snapdragon Stadion elkészültével válik a csapat otthonává.

A klub jelenleg a San Diegó-i Egyetem stadionjában mérkőzik ellenfeleivel a saját tulajdonú Snapdragon Stadion elkészültéig.